# Municipio de Maxwell (Illinois)
El municipio de Maxwell (en inglés, Maxwell Township) es un municipio del condado de Sangamon, Illinois, Estados Unidos. Tiene una población estimada, a mediados de 2021, de 211 habitantes.
Abarca una zona exclusivamente rural.

## Geografía
Según la Oficina del Censo de los Estados Unidos, tiene una superficie de 54.47 km² de tierra firme y 0.002 km² de agua.

## Demografía
Según el censo de 2020, en ese momento había 219 personas residiendo en la zona. La densidad de población era de 4.0 hab./km². El 97.72 % de los habitantes eran blancos, el 1.37 % son de otras razas y el 0.91% eran de una mezcla de razas. Del total de la población, el 0.91 % eran hispanos o latinos de cualquier raza.